# Renty
Renty (Nederlands: Renteke) is een gemeente in het Franse departement Pas-de-Calais (regio Hauts-de-France). De gemeente telt 439 inwoners (1999) en maakt deel uit van het arrondissement Sint-Omaars.

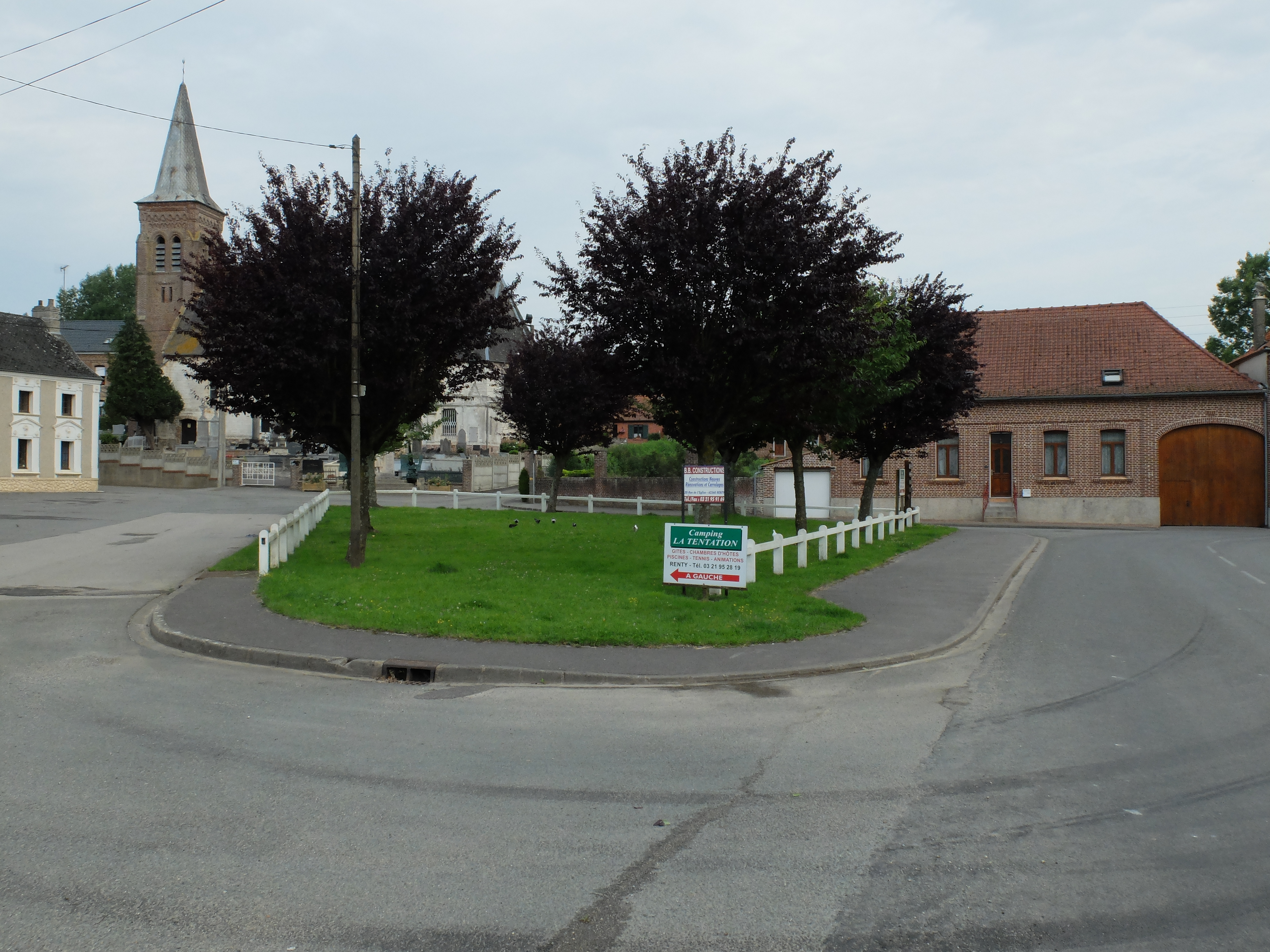
Dorpscentrum

## Geschiedenis
De Gallo-Romeinse naam was Rentiacum. In de 7de eeuw werd de Abdij van Renty gesticht door de heilige Bertulfus van Renty. De abdij werd een priorij van de abdij van Marmoutier rond de 11de-12de eeuw.
Een oude vermelding van het dorp dateert uit de 11de eeuw als praedium Rentica. Uit de 12de eeuw dateren vermeldingen als Renthi en Renthy.
Een groot leger van koning Hendrik II van Frankrijk kwam de stad tijdens de Italiaanse Oorlog belegeren. Het versloeg op 12 augustus 1554 troepen van keizer Karel V, maar diens hoofdmacht trok voorbij en dwong de Fransen ertoe het beleg twee dagen later op te heffen. 
Op het eind van het ancien régime werd Renty een gemeente. In 1822 werd buurgemeente Assonval (195 inwoners in 1821) opgeheven en aangehecht bij Renty (662 inwoners in 1821).

## Geografie
De oppervlakte van Renty bedraagt 15,4 km², de bevolkingsdichtheid is 28,5 inwoners per km². Renty ligt aan de Aa. In het zuiden van de gemeente ligt het dorp Assonval.
De onderstaande kaart toont de ligging van Renty met de belangrijkste infrastructuur en aangrenzende gemeenten.

## Bezienswaardigheden

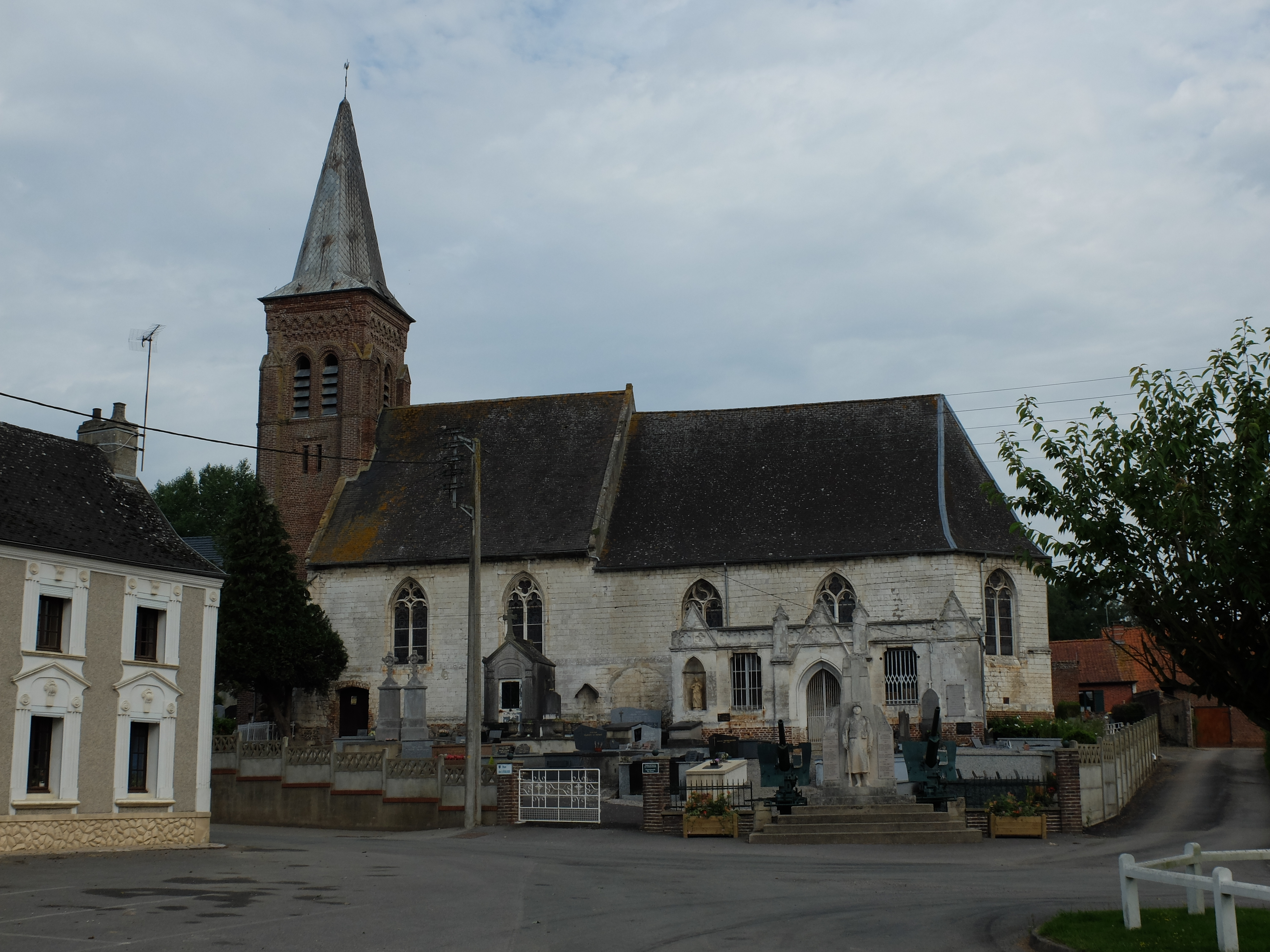
Église Saint-Vaast

- De Église Saint-Vaast

## Demografie
Onderstaande figuur toont het verloop van het inwonertal (bron: INSEE-tellingen).